# Gian Battista Rini
Giovan Battista Rini (Salò, 17 febbraio 1795 – Salò, 29 novembre 1856) è stato un chirurgo italiano che si occupò di imbalsamazione di cadaveri. Il suo sistema di imbalsamazione viene definito "imbalsamazione lapidea".

## Biografia
Nato nel 1795 a Salò da Pietro Antonio Rini quondam Bernardo Antonio e Eugenia Polotti di Domenico, è ricordato principalmente per la creazione di mummie e per non aver lasciato traccia dei procedimenti utilizzati per ottenerle.
Gian Battista Rini succede, nell'arte della pietrificazione, a Girolamo Segato e precede Paolo Gorini.
Studi recenti su otto preparati anatomici creati da Rini, e conservati dal giugno 2015 nel Museo di Salò, hanno dimostrato il perfetto stato di conservazione delle stesse dopo circa 200 anni. Scansioni ai raggi x hanno dimostrato che Rini utilizzasse dei metalli pesanti, come l'arsenico e il mercurio, per rendere la pelle più spessa e resistente.